# 타리하쌀쥐
타리하쌀쥐 또는 큰머리쌀쥐(Euryoryzomys legatus)는 비단털쥐과에 속하는 설치류의 일종이다. 이전에는 쌀쥐속으로 분류했다. 안데스산맥 동부의 아르헨티나 북서부와 볼리비아 남부 지역에서 발견된다.